# Csorba Zoltán (építész)
Csorba Zoltán (Baja, 1936–) építészeti nívódíjas okleveles építészmérnök.

## Szakmai pályafutása
Az egyetem befejezése után 1960-tól az Építésügyi Minisztérium 41. Állami Építőipari Vállalatánál szerzett kivitelezői gyakorlatot. 1961-től a Városépítési Tudományos és Tervező Vállalat (VÁTI) nemzetközileg elismert balatoni csoportjában Farkas Tibor balatoni főépítész munkatársa.
1968-tól a Tervezésfejlesztési és Típustervező Intézet (TTI) lakásépítéssel foglalkozó I. Irodán szakosztályvezető, tervét építészeti nívódíjjal tüntették ki. Ebben az időszakban vett részt tervezőként Tenke Tiborral, Mester Árpáddal, Callmeyer Ferenccel közösen az 1969-től benépesített újpalotai lakótelep kialakításában. Négyszintes házakat tervezett a Nádastó, Páskom és Kőrakás parkokba, mivel azonban nem a korszak fejadag elve szerint voltak kialakítva ezek a házak, nem váltak általános gyakorlattá a Kádár-korszak hazai építészetében
1979-től a Fővárosi Tanács VB osztályvezetője, 1990-től Fővárosi Főpolgármesteri Hivatal tanácsosa.
1979-ben megvédte A város tájékoztató rendszere című doktori értekezését, ezért 1980-ban műszaki doktori címet kapott, 1997-ben védte meg A budapesti lakóépület vagyon rehabilitációjának időszerű kérdéseiről című disszertációját és PhD tudományos fokozatot szerzett a Budapesti Műszaki Egyetemen, 1967-től 1992-ig a BME Lakóépülettervezési Tanszékén részmunkaidőben gyakorlatvezető adjunktus, 1997-től az Ybl Miklós Műszaki Főiskolán Magasépítési és Települési Intézetének (MATEI) Településmérnöki Tanszékén tanszékvezető főiskolai tanár, 2000-től a Szent István Egyetem Ybl Miklós Műszaki Főiskolai Kar Településmérnöki és Építészeti Tanszékének tanszékvezető-helyettese, 2006-tól nyugdíjasként vendégelőadója.
A Főépítészi Iroda munkatársaként részt vett a fővárosi építészeti nívódíj létrehozásában.

## Jelentősebb művei
- H jelű lakóépületek (Budapest - Újpalota)[6][7]

## Szakmai és társadalmi elismerései
- 1968: Építészeti Nívódíj (TTI)
- A Budapesti Műszaki és Gazdaságtudományi Egyetem aranydiploma[8]